# هاري مالمبيرغ
هاري مالمبيرغ (بالإنجليزية: Harry Malmberg)‏ هو لاعب كرة قاعدة أمريكي، ولد في 31 يوليو 1925 في فيرفيلد في الولايات المتحدة، وتوفي في 29 أكتوبر 1976 في سان فرانسيسكو في الولايات المتحدة بسبب سرطان البنكرياس.

## وصلات خارجية
- هاري مالمبيرغ على موقعبيزبول رفرنس.كوم (الدوري الرئيسي) (الإنجليزية)
- هاري مالمبيرغ على موقعبيزبول رفرنس.كوم (الدوري الثانوي) (الإنجليزية)